# Det Norske Hus
Det norske hus var oprindelig en bygning Martin Nyrop tegnede til Den Store Nordiske Industri-, Landbrugs- og Kunstudstilling i Kjøbenhavn. Her blev det opført og udstillet, efter udstillingen blev det pillet ned og solgt til Cecilia Meisner, der i 1890 lod huset genopføre i et nyt villakvarter i Vejlby Krat ved Århus, nuværende Vestre Skovvej. Huset er det eneste der er bevaret fra udstillingen i 1888 i København. Det blev opført i det danske fredningsregister af Kulturarvsstyrelsen den 14. oktober 1996.
Huset ligger ved nordgrænsen af Riis Skov i bydelen Risskov. Bygningen er i dag privatejet og bruges som bolig. Et andet hus, Det Svenske Hus, blev købt af Dronning Louise, som placerede det i Bernstoffparken (Bernstoffparken) i Gentofte. Det Svenske Hus blev opført i 1987 og det Norske Hus blev opført i 1996. Mindst yderligere to af Nyrops træbygninger overlever og ligger på Frederiksberg Hospital.

## Arkitektur
Det norske hus, er med støbt kælder, hvorpå der står mure af kraftige bjælker i en laftekonstruktion. Huset har skifertag med stort udhæng til alle fire sider. Den vestvendte facade, er symmetrisk med tre vinduesfag og en tilbygning i midterfaget i én etage dækket af et halvtag, denne tilbygning er indgang og stammer fra 1935. Gavlene er asymmetriske, er udstyret med knægtbårne vindueskarnapper i stueetagen og balkon på første sal. Den symmetriske havefacade mod øst fremstår med et markant midterparti bestående af en loggiaagtig veranda med en stor overdækket balkon ovenpå. Både veranda og balkon er prydet med udskåret træværk.
Nyrop valgte at lave alle sine udstillingspavilloner af træ på et tidspunkt, hvor jern og glas var favoriseret til midlertidige strukturer. Han begrundede beslutningen med at hævde, at resultatet ville være smukkere for samme pris. Hans baggrund som tømrer kan have været en indflydelse, og det gav ham mulighed for at fremvise sine idealer om kvalitetsmaterialer og synlige byggeprincipper. Det Norske Hus er inspireret af nordisk bjælkearkitektur, træornamentik og polykromi, som afspejler datidens nationalromantiske strømninger i arkitekturen.
Huset er bygget af træstammer malet svensk rød kontrasteret af hvide vinduer og balkon. Taget er rillet og belagt med skifer. Huset kombinerer symmetriske og asymmetriske elementer. Den vestlige side er symmetrisk med tre vinduer, begge gavle er asymmetriske med karnapper i stueplan og altaner på 1. sal og den symmetriske havefacade mod øst har en dominerende loggia våbenhus med en stor overdækket altan ovenpå.
Huset blev købt af Rudolph Wulff i 1890. Huset bruges i dag til privat beboelse.